# دیوید رینکن
دیوید رینکن (انگلیسی: David Rinçon؛ زادهٔ ۸ مارس ۱۹۷۰) بازیکن فوتبال اهل فرانسه است.
از باشگاه‌هایی که در آن بازی کرده‌است می‌توان به باشگاه فوتبال پاری سن ژرمن اشاره کرد.